# Raionul Novomoskovsk (pre-2020), Dnipropetrovsk
Novomoskovsk (în ucraineană Новомосковський район, transliterat: Novomoskovskîi raion) este un raion în regiunea Dnipropetrovsk, Ucraina. Reședința sa este orașul regional Novomoskovsk, care nu aparține raionului.

## Demografie
Componența lingvistică a raionului Novomoskovsk
     Ucraineană (86,2%)
     Rusă (12,93%)
     Alte limbi (0,25%)
Conform recensământului din 2001, majoritatea populației raionului Novomoskovsk era vorbitoare de ucraineană (86,2%), existând în minoritate și vorbitori de rusă (12,93%).